# Herbert Fischer (Polizeibeamter)
Herbert Gustav Wilhelm Fischer (* 30. Dezember 1904 in Riesenburg; † 31. Dezember 1945 laut gerichtlicher Todesfeststellung) war ein deutscher Polizeibeamter und SS-Führer.

## Leben und Tätigkeit
In seiner Jugend gehörte Fischer einem Freikorps an. Während der Rheinlandbesetzung soll er gegen Franzosen gekämpft haben. Nach dem Abitur studierte er von 1923 bis 1928 Rechtswissenschaften an der Universität Greifswald. Von 1928 bis 1929 durchlief er die Ausbildung zum Kriminalkommissar im Polizeipräsidium Königsberg. 1930 legte er die Doktorprüfung ab. Nach dem Bestehen der Kriminalkommissarprüfung am Polizeiinstitut in Berlin-Charlottenburg wurde er als Kriminalbeamter zum Polizeipräsidium Berlin versetzt.
Unmittelbar nach der Gründung des Geheimen Staatspolizeiamtes (Gestapa), wenige Wochen nach der nationalsozialistischen „Machtergreifung“, wurde Fischer im Frühjahr 1933 in den Dienst dieser Behörde übernommen. Dort war er in der Abteilung III, der Abwehrabteilung, tätig und leitete das Dezernat III 2 A (Frankreich, Fremdenlegionäre, Belgien) und später das Referat III A beziehungsweise (nach der Eingliederung der Gestapo als Amt IV in das Reichssicherheitshauptamt 1939) das Referat IV E 3 (Abwehr West). Sein Vorgesetzter war hier Walter Schellenberg (1910–1952). Zum 8. Juni 1935 trat er der SS bei (SS-Nummer 267.238). Als Polizeibeamter wurde er 1938 zum Kriminalrat und 1941 zum Kriminaldirektor befördert.
Heinrich Koehler beschreibt Fischer als einen „kleinen, schlanken, mickrigen Mann mit kurzem rötlichem Haar, hellen, durchdringenden Augen, glattrasiert, mit auffallend weißen Zähnen und schmalen Lippen.“
Am 19. Mai 1934 heiratete Fischer in Stralsund Ida Ilse Reiche (* 3. März 1903 im Harz).
In den Jahren 1937 und 1938 nahm Fischer im Rang eines Feldpolizeidirektors mit der Legion Condor, deren Geheime Feldpolizei er leitete, am Spanischen Bürgerkrieg teil. Die von ihm geführte und der Abwehr unterstellte Gruppe von Kriminalbeamten wurde unter der Bezeichnung S/88/ Ic geführt. Ihr gehörten zwischen 10 und 15 Polizeibeamte an. Sein Stellvertreter war hier über mehrere Monate Wilhelm-Heinrich Schmitz (* 1908). Zum 11. September 1938 wurde Fischer zum SS-Hauptsturmführer, zum 20. April 1941 zum SS-Sturmbannführer befördert.
In der älteren Literatur wurde Fischer lange Zeit fälschlich als Führer der Einsatzgruppe III identifiziert, die im Herbst 1939, während und unmittelbar nach dem Überfall auf Polen, Massenerschießungen von Juden und anderen dem NS-Regime unerwünschten Personen im deutsch besetzten Polen vornahmen. Die neuere Forschung konnte Beweise zu Tage fördern, dass diese Gruppe tatsächlich von dem SS-Obersturmbannführer Hans Fischer (* 21. August 1906 in Rottenburg) geführt wurde.
Ab 1942 war Herbert Fischer beim Befehlshaber der Sicherheitspolizei und des SD in Budapest eingesetzt. Zwei Jahre später wurde er 1944 zur Gestapo nach Radom versetzt und übernahm hier die Leitung des Amtes. Sein Schicksal in den letzten Kriegswochen ist ungeklärt. Da es keine schlüssigen Nachweise für seinen Verbleib gab, wurde er 1962 gerichtlich für tot erklärt und das Todesdatum auf den 31. Dezember 1945 festgelegt.

## Beförderungen
- 9. November 1935: SS-Sturmmann
- 20. April 1935: SS-Unterscharführer
- 1. Juli 1936: SS-Scharführer
- 9. November 1937: SS-Oberscharführer
- 14. Dezember 1936: SS-Hauptscharführer
- 30. Januar 1938: SS-Untersturmführer
- 11. September 1938: SS-Obersturmführer
- 11. September 1939: SS-Hauptsturmführer